# Cessna 210
Cessna 210 Centurion – 6-miejscowy samolot turystyczny amerykańskiego przedsiębiorstwa Cessna. Samolot posiada jeden silnik, produkcję rozpoczęto w 1957 roku, a zakończono w 1985.